# John J. Carty

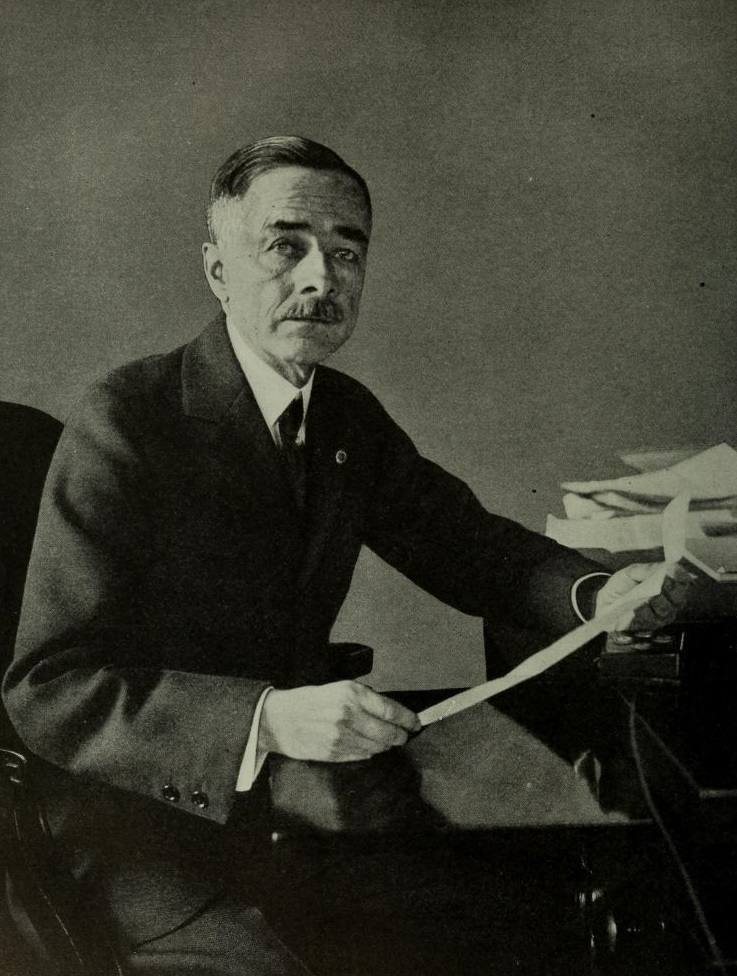

John Joseph Carty (* 14. April 1861 in  Cambridge (Massachusetts); † 27. Dezember 1932) war ein US-amerikanischer Elektroingenieur und Telefonpionier.
Carty erhielt eine Zulassung zum Studium in Harvard, zog es aber vor wegen Sehproblemen, die sich später als temporär erwiesen, eine Arbeit anzunehmen. Er begann 1879 als Telefonoperator bei der Telephone Despatch Company in Boston, wechselte aber bald darauf zu technischer Entwicklungsarbeit bei der New England Telephone Company. Er machte eine Reihe von Erfindungen, so 1880 eine gemeinsame Batterie für mehrere Telefone mit Stromübertragung über die Telefonleitung, statt Einzelbatterien bei jedem Empfänger. Die Erfindung wurde um 1900 Standard. 1881 schlug er bei der Analyse der Probleme der weltweit ersten Telefonleitung über längere Distanzen von Boston nach Providence vor, statt wie damals üblich der Erde als Rückleitung zwei metallische Drähte für das Telefon zu benutzen.  Er war seit 1907 Chefingenieur von American Telephone & Telegraph, bei denen er bis zum Vizepräsident aufstieg, und machte wesentliche Beiträge zur Technologie des Telefons. So stammen von ihm wesentliche Beiträge zur Entwicklung von großen Schaltkästen und der Eliminierung des Übersprechens (A new view of telephone induction, 1889, Patent 1891). Seine Erfindung der Bridging Bell ermöglichte die Erschließung weiter ländlicher Gebiete für Telefone, was ihm 1902 die Edward Longstreth Medal of Merit des Franklin Institute einbrachte. Unter seiner Leitung bei ATT gelang die erste transkontinentale Telefonschaltung in den USA, von ihm 1911 öffentlich angekündigt und 1915 eröffnet dank der Weiterentwicklung von Vakuumröhren als Verstärker durch den ATT-Physiker Harold Arnold, und die erste drahtlose transozeanische Kommunikation.
Er war von der Gründung 1925 bis zu seinem Ruhestand 1930 Vorstand des Rates der Bell Telephone Laboratories, die ihre Gründung im Wesentlichen ihm verdanken, als er 1925 die Forschung von der zu ATT gehörigen Bell Systems von Western Electric trennte.
Im Ersten Weltkrieg unterstützte er die US-amerikanischen Expeditionsstreitkräfte an der Westfront mit dem Aufbau eines fortschrittlichen Telefonsystems an der Front. 1921 wurde er dafür Brigadier General des Reserveoffizierskorps.
1917 erhielt er die IEEE Edison Medal, 1916 die Franklin Medal und 1928 die John Fritz Medal. Er war Mitglied der American Academy of Arts and Sciences und der National Academy of Sciences. 1915/16 war er Präsident des American Institute of Electrical Engineers (AIEE, der Vorläufer des IEEE) und wurde 1912 deren Fellow.
Ihm zu Ehren ist der John J. Carty Award der National Academy of Sciences benannt, den er auch als Erster 1932 erhielt. 1909 erhielt er den japanischen Orden der aufgehenden Sonne und 1912 den kaiserlichen Orden des Heiligen Schatzes.
Er war seit 1891 mit Marion Mount Russell verheiratet und hatte einen Sohn John Russell. Carty starb an den Folgen einer Operation.